# Alfred Bachmann
Alfred Bachmann (31 marzo 1945) è un ex canottiere svizzero.

## Palmarès

### Olimpiadi
- 1 medaglia:
  - 1 argento (Monaco di Baviera 1972 nel due senza)